# 国防大臣 (カナダ)
カナダにおける国防大臣 (フランス語: ministre de la défense nationale) は、カナダの内閣における国務大臣の1人。カナダの国防に関するすべての事項の管理と指揮を担当する。
カナダ国防省は国防次官、カナダ軍は国防参謀総長が率いており、両者とも国防大臣に対して責任を負う。国王（カナダ総督）はカナダ軍の最高司令官であり、「国防」に関するすべての命令と法律の最終権限を持つ。
責任政府の原則に基づき、国防大臣はカナダ議会に対して「カナダ軍の管理と指揮」の責任を負う。カナダ軍に対する命令や指示は国防参謀総長によって、または同参謀長を通じて発せられる。国防省は国防大臣の職務遂行を補佐するために存在し、カナダ軍の民間支援システムとして機能している。

## 国防ポートフォリオ
国防ポートフォリオは、国防大臣に報告する組織や機関の集合体である。 各機関の副長官が各機関の活動を指揮・監督するが、大臣は議会に対してその活動の説明責任を負う。国防省には以下の機関が含まれる。
- カナダ軍
- カナダ通信保安局（英語版）
- カナダ国防研究開発省（英語版）
- カナダ国防省
- カナダ士官候補生組織（英語版）
- 軍事苦情外部審査委員会
- カナダ軍住宅庁（英語版）
- カナダ軍人事支援局（英語版）
- カナダ軍法務長官（英語版）
- 憲兵苦情委員会（英語版）
- 国家捜索救助事務局（英語版）
- 最高軍事裁判官室
- 国防省およびカナダ軍法務顧問室
- 国防・カナダ軍オンブズマン事務所

国防大臣はカナダ連邦政府内で捜索救助担当の大臣（LMSAR）にも任命されている。